# ソカタ TBM
TBM 700 / TBM 850 / TBM 900
TBM 900 (2015年のEAA エアベンチャー・オシュコシュでウィネベーゴ湖上空を飛行)
- 用途：要人輸送 / 汎用機
- 分類：単発ターボプロップ 軽飛行機
- 製造者： ダエア・ソカタ
- 初飛行：1988年7月14日
- 生産数：822機 (2016年末時点)[1]
- 運用状況：運用中
- ユニットコスト：

  - TBM 910 : 369万USドル (2017年)[2]
  - TBM 930 : 398万USドル (2017年)[2]

ソカタ TBM 700は、フランスのダエア・ソカタが生産する軽量機で、高性能な単発ターボプロップエンジンを備え、ビジネス機や汎用機として用いられる。この機は、TBM 850、ダエア TBM 900・910・930とシリーズ化されている。元々はアメリカのムーニーとフランスの軽量機メーカーであるソカタが共同開発した機体である。
TBMシリーズの開発は、ムーニーが1980年代初頭に開発した比較的低出力で小型のプロトタイプであるムーニー 301を起源としている。ムーニーがフランスのオーナーに買収された後、ムーニーとソカタは初期の301から派生する新しい大型ターボプロップ機を共同開発する可能性を検討した。その結果、検討した機体を開発生産するための合弁事業が結成され、その機体はTBM 700と命名された。当初からスピードや高度、信頼性の開発に重点が置かれた。1990年の市場投入時点では、量産される最初の高性能な単発機であると特徴付けられた。
市場投入後まもなくTBM 700は成功を収め、多様な派生機や改良モデルの生産へと繋がった。その際は、より出力の高いエンジンや新しい航空電子機器の搭載がしばしば行われた。TBM 850は、プラット＆ホイットニーの単発エンジンPT6A-66Dを動力とする改良機TBM 700Nの商品名として使われた。2014年3月、TBM 700Nを空力面で改良したTBM 900が発表された。

## 開発

### 始まり
1980年代初頭、テキサス州カービルにあるムーニーが、360馬力の出力を持つ単発のピストンエンジンを動力とし、6人乗りの与圧型軽量機を開発した。その機体はムーニー 301と名付けられた。1983年4月7日、301のプロトタイプが初飛行を行った。1985年、ムーニーは、301のさらなる開発に興味を持ったフランス人に買収された。フランスの軽量機メーカーであるソカタは買収の際、高速な人員輸送や軽量貨物輸送に最適化された単発機市場が手つかずであることに気付いており、ピストンエンジンの301は、このニッチを満たす潜在的な出発点だと考えていた。
それゆえ、ムーニーとソカタの間で、ターボプロップを動力とする301の派生機の生産に関する対話がすぐに始まった。この議論から生まれた製品は、新デザインでTBM 700と名付けられ、エンジン出力が2倍以上になるものの、元の301よりもかなり重くなった。名前にあるTBMという接頭語は、ソカタが所在するフランスの都市タルブ (Tarbes) を表すTBと、ムーニーを表すMという頭文字に由来する。構想時点で、いくつかの航空機メーカーが同様の機体開発を研究、検討していたが、構想されていたTBM 700は量産に入る最初の高性能な単発機であった。当初から、TBM 700と同クラスの中で、比類無き速度や高度、高信頼性を目指すという開発の重要な性能基準が明確にされていた。

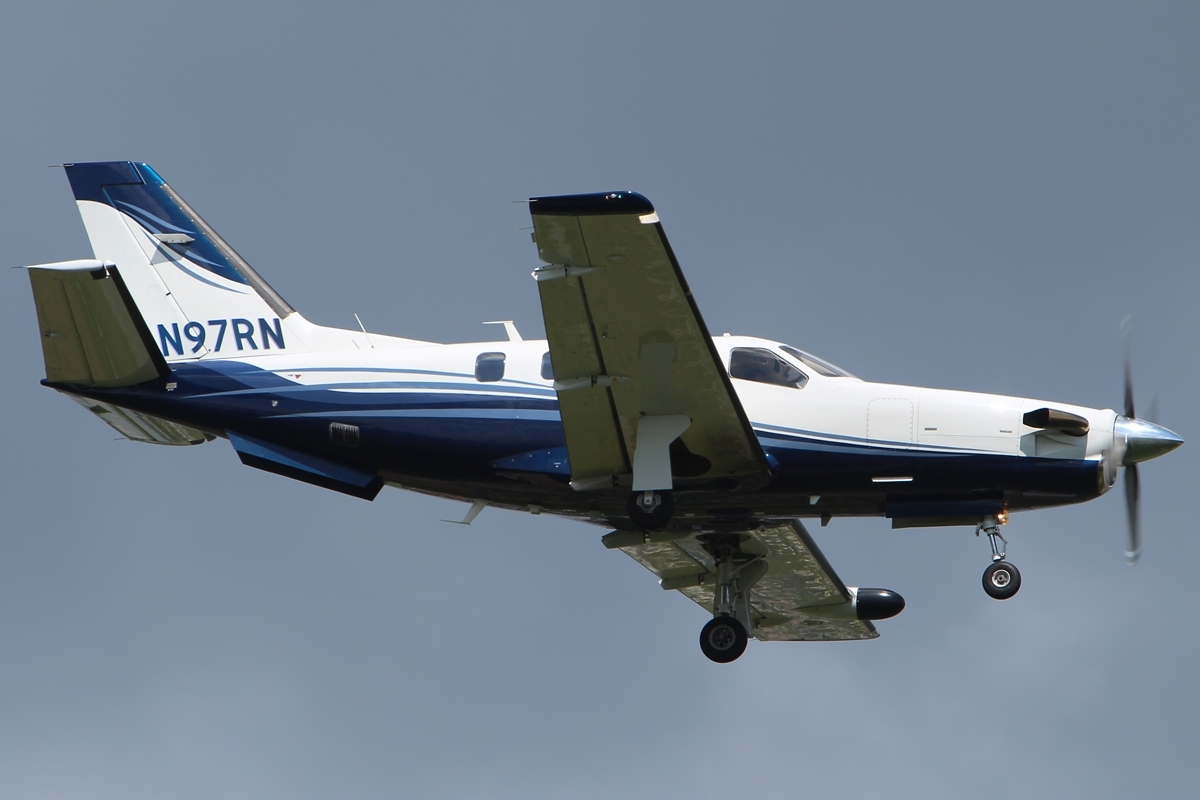
TBM 700

結果として1987年6月に、TBM 700の設計を完成させ生産を行うために、TBMインターナショナルという合弁事業が結成された。合弁事業の所有権は、ソカタの親会社であるアエロスパシアルとムーニーとの間で分け合われた。TBM 700の生産ラインは、独立した二つが計画された。一つはテキサス州カービルのムーニーの施設にあり、アメリカ市場へ供給することを狙っていた。もう一つはフランス、タルブのソカタの施設にあり、アメリカ以外の全世界へ供給することを狙っていた。しかし80年代後半から90年代前半にかけて、ムーニーは恒常的な資金不足に苦しんでいた。その結果、1991年5月、ムーニーは合弁事業からの撤退を選び、ソカタがこの計画の主企業となった。
1988年7月14日、TBM 700の最初のプロトタイプが初飛行を行った。飛行試験は、目指した開発目標のほぼ全てが達成されたことを証明し、生産開始に向けた素早い進展に繋がった。1990年1月31日にフランス当局から型式証明を受け、続いて8月28日にFAAからも型式証明を受けた。1990年初頭に、TBM 700の最初の引き渡しが行われた。最初の生産単位である50機は早期に売り切れた。運用者やパイロットからの初期のフィードバックは、新型機の能力について概ね好意的であり、同型機と比べた速度や大きな出力マージンを賞賛していた。

### 発展
TMB700は良い機体であると市場で急速に評判を博したものの、ソカタが同機に提供するサービスや施設は初期の弱点であった。顧客は補修部品を入手したりサービスを受けたりするために、たびたび長期間待たされた。ソカタは効果的なサポートインフラが非常に重要であることを認識しており、同型機への世界規模のサポートを改善するために多額の投資を決断した。ソカタは、他社とパートナーシップ協定を結んだり、第三者に任せたりするのではなく、自ら施設を充実させた。ソカタは、TBM 700の販売とアフターサービスの両方を担える販売店ネットワークを築くとともに、フロリダ州にサービスセンターを開設した。その結果、90年代後半には、北米市場での同機の売上は劇的に上昇した。
早い時期からTBM 700は、様々な構成やモデルが利用可能であった。TBM 700C2は最大離陸重量を2,984kg (6,578ポンド) から3,354kg (7,394ポンド) へ増大させた。これにより運用者は、重量制限による燃料と搭乗人数のトレードオフを考えずに、燃料満載かつ最大搭乗人数で飛ぶことが可能になった。このモデルに加えられた改良には、後部の圧力隔壁への荷物室の追加、翼と着陸装置の強化、重量がより重い際の速められた失速速度に対応する最大20Gの衝撃耐性がある座席の認証がある。同じ頃、ソカタは乗客の快適さを改善する新たな統合型環境制御システムの採用と、インテリアを取り付けや仕上げの両面で再設計することを決断した。

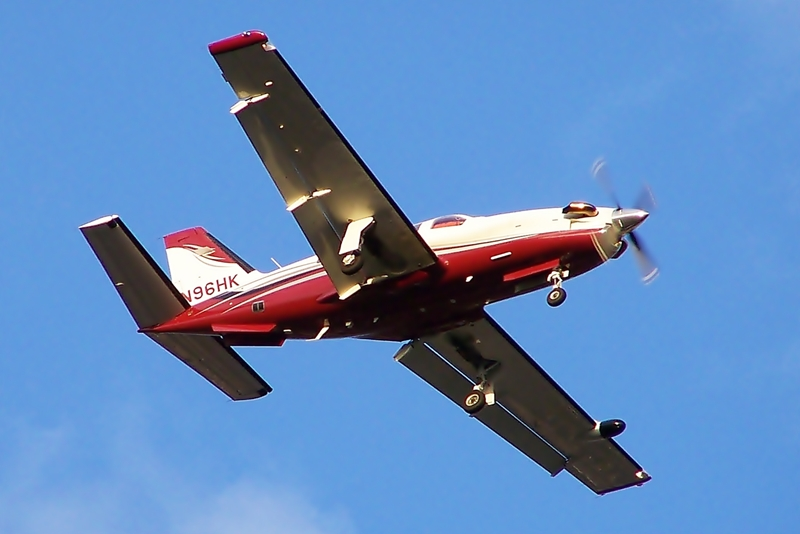
着陸態勢のTBM 850

TBM 850は、プラット＆ホイットニー製の単発エンジンPT6A-66Dを動力とする改良機TBM 700Nの商品名である。このエンジンの定格出力は850馬力 (634 kW) である。離着陸時は700馬力 (522 kW) に制限されているが、巡航飛行時は850馬力 (634 kW) まで増大できる。この出力余裕によって、TBM 700よりも速い巡航速度、特に定格出力よる高高度での巡航速度を実現している。TBM 850の外観は、標準仕様のTBM 700と類似している。TBM 850は、特徴となる2,820km (1,520海里) の航続距離を持っている。TBM 850は、2008年モデルから統合型フライトデッキのGarmin G1000を標準装備にしている。
2014年、TBM 900という名の改良機が導入された。それには、自社設計のウィングレット、再設計した吸気口、ハーツェル製の5枚羽根プロペラの装備など、26もの改良がなされた。前部や左翼先端下部に、シャープなストレーキを採用したことにより、初期のTBMシリーズに比べて失速特性を改善した。また、空気抵抗軽減のために、主着陸装置のドアや、テイルコーンとエンジンナセルの形態修正など、エクステリアの小さな変更が複数なされた。
TBM 850と比べてTBM 900は、巡航速度が26km/h (14ノット) 速く、燃料消費が少なく、必要滑走路長が短く、上昇速度が速く、内部外部ともに騒音がかなり低減した。これらは主に、以前のTBMモデルにあった離陸時の700馬力制限を廃止したことによる。これにより、PT6A-66Dエンジンの850馬力の出力を常に利用できるようになった。推進力を増やすために作り替えられた排気筒と、トルクやラム回収を上げる効率的な吸気口の組み合わせが、機体をより速く飛ばすことを可能にした。TBM 900はスピードの速さにより、他の軽量機と効果的に競合できる。TBM 900は、600海里の飛行でセスナ サイテーション・マスタングよりも速く飛べ、かつ、燃料消費は26％少なかった。

## 設計

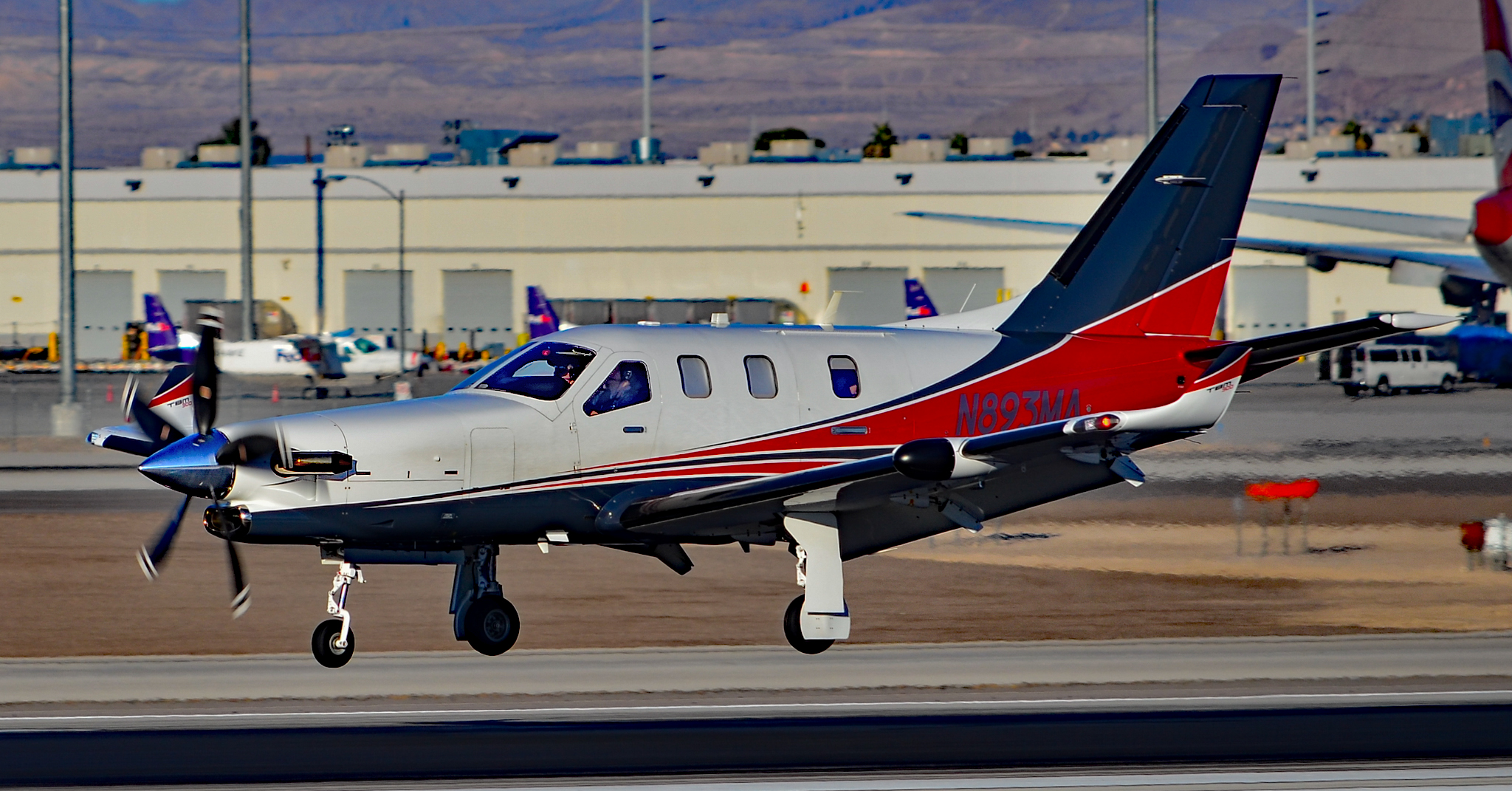
着陸直後のTBM 900 (2015年11月)

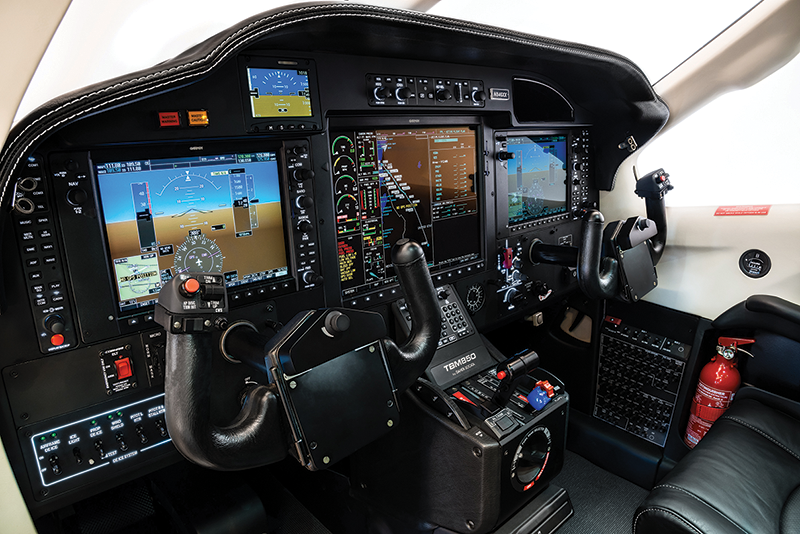
TBM 850のコックピット。Garmin G1000 グラスコックピット

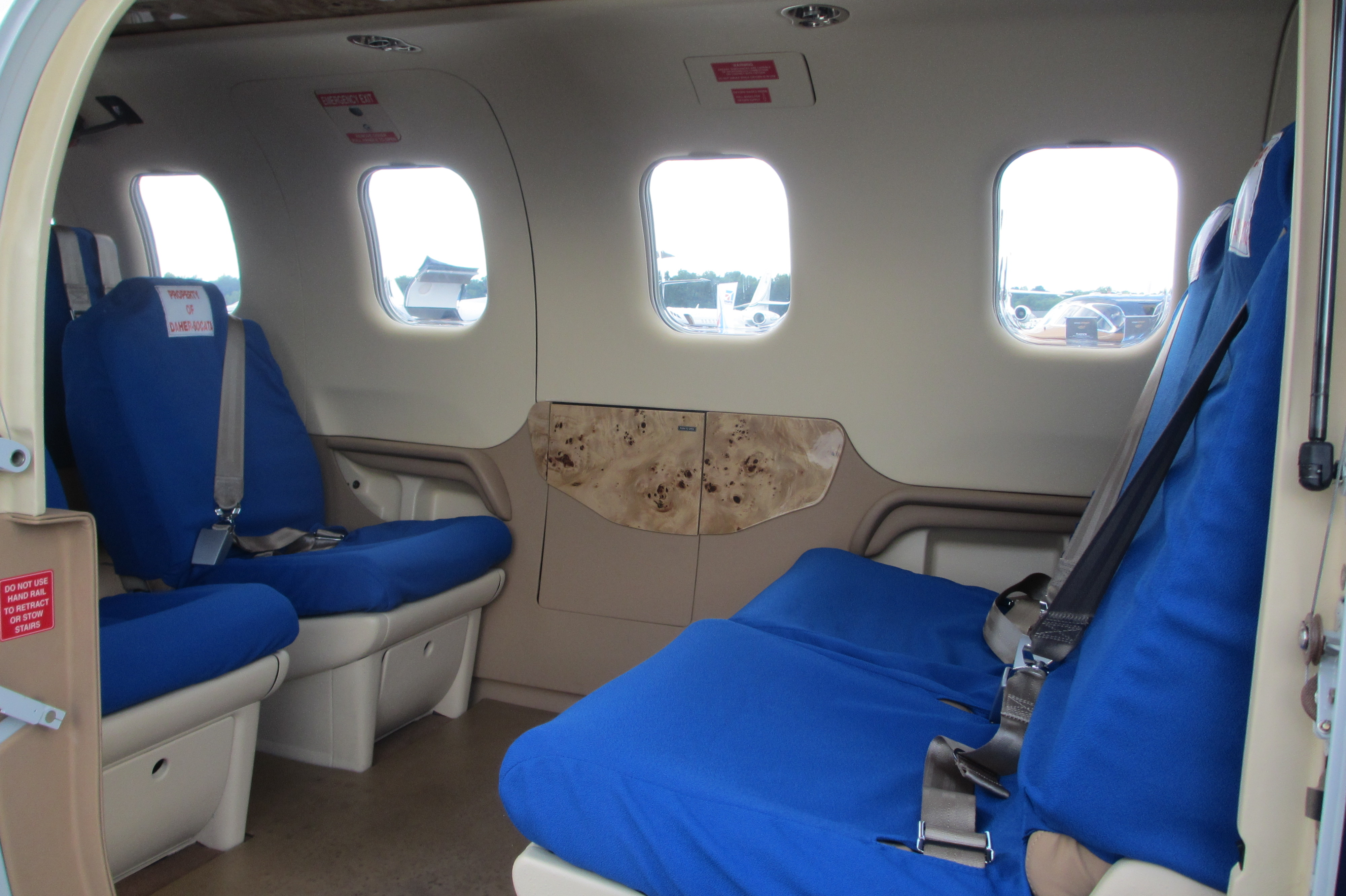
6座席仕様のTBM 850。シートはファブリック仕様

ソカタ TBMは単発のターボプロップを動力とする低翼単葉機で、最大7人が座れる。主にアルミニウムと鉄でできているが、尾部の表面はノーメックス・ハニカムでできている。翼は失速速度を低下させることに効果があるファウラー・フラップを備えており、それは後縁フラップの幅の80%を占めている。TBM 700は、収納できる3輪式着陸装置を備えており、新しいモデルでは主着陸装置のホイールとタイヤを強化している。TBM 900は、いわゆる「set and forget（一度設定すれば後はほっておける）」出力管理のためのトルク自動抑制機能を備えている。この機能はPT6Aエンジンの管理に伴う高負荷を減らすものであるが、完全なFADECではない。
TBMのコックピットデザインは、使い勝手がよく、できるだけ操縦が複雑にならないことを目指している。自動式燃料セレクターは、パイロットの利便性のために、飛行中の燃料バランスが維持されるように定期的に燃料タンクを切り換えてくれる。また、燃料タンクの手動操作もできるように、燃料残量警告システムが監視する機能も残っている。氷結防止システムはかなり自動化されており、フロントガラスは電気的に熱せられ、吸気口はエンジンの廃熱で暖められ、除氷機能は一度起動させると自動で周期的に稼働する。電気制御のフラップは、非対称に展開することを防ぐため、洗練されたフラップ反転防止システムにより監視されている。エア・データ・コンピュータは、正しい対気速度や風速、現在の外気温や高度に基づく推力の助言情報など、パイロットをサポートするために様々な数値を計算してくれる。
プラット＆ホイットニー製のPT6A-64エンジンは、最大700馬力 (522kW) の推力がある。このエンジンがTBM 700の性能の秘訣になっている。エンジンは海面位で最大1,583馬力の推力を発生できるが、初期のTBMモデルでは意図的に700馬力に抑制している。この抑制により高度7,620m (25,000フィート) でも700馬力を維持できる。エンジンの信頼性と想定寿命は、この抑制のおかげで延びている。エンジンの典型的なオーバーホールは3,000時間ごととされているが、エンジン状態監視システムが自動的に記録する様々な変数情報に基づいて定期的な点検補修も行われる。この監視システムのデータは、摩耗率と、点検やオーバーホールの必要性をエンジン製造者が判断するためにも用いられる。また、エア・データ・コンピュータとも繋がっており、パイロットによる推力管理を容易にするための情報も提供している。
TBMのコックピットは、二人の乗務員が座れるようになっている。コックピットは標準構成でも多くの電子機器や装備を備えている。それには、電子飛行計器システムや空中衝突防止装置、地形認識警報装置、気象レーダー、雷検知器、二つのガーミン GNS 530、ナビゲーション・システム、通信システム、BOSEのヘッドセット、二つのトランスポンダとコンパスがあり、両座席ともに計器をフル装備している。パイロットは、メインキャビンからと、翼の前方左側面にあるパイロット用の小さなドアからとの双方からコックピットに入れる。貨物機仕様の場合、パイロットドアがあるおかげで、パイロットは貨物室の積み荷をよじ登ってコックピットに入る必要が無い。パイロットドアはオプションで、全てのモデルに装備できるわけではない。TBM 700B以降のモデルは、大型のキャビンドアが導入され、後のモデルからは標準装備になった。
TBM 900はコックピットの人間工学的な改善を特徴としており、シンプルさと自動化が改善している。新しい一つの推力レバーが、推力とプロペラ、コンディションレバーの制御を統合している。以前は頭上パネルにあった多くのスイッチやつまみが取り除かれた。電気系統は一つの主発電機で動かされており、ベルト駆動のオルタネーターが補助している。TBM900では、電気的な負荷分散の変更により、Garmin G1000のグラスコックピットは、バッテリーのスイッチオンに同調して少ない電力で起動できる。Garmin G1000は、アップグレードされたディスプレイを持ち、ISA (国際標準大気) の気温偏差表示、統合型気象レーダー、多機能ディスプレイによる地図、着陸地標高の与圧制御装置への自動入力などの機能を持っている。
乗客の環境面では、TBMの与圧型キャビンは、上質な皮革や木材が用いられることもある高級仕上げのインテリアにふさわしい機能である。座席は最大20Gの衝撃耐性があると認証されている。TBM 850以降のモデルでは、空調環境制御システムがキャビンに集約され、従来のモデルよりも簡単で、調整の手間が減っている。TBM 900のキャビンは、巡航高度において、前のモデルよりも非常に静かになっている。これは、新しい5枚羽根プロペラの採用と、エンジンと機体フレームを隔離したことによる振動軽減のおかげである。後年のモデルでは、機体の美しさを高めるためと、離陸時のような高迎え角で飛ぶ際の空気抵抗を軽減するために、ソカタが開発したウィングレットを備えている。TBM 900は、TBMの前方部分の気流シミュレーションに基づいてハーツェルが最適化した5枚羽根のプロペラを採用している。ソカタによると、MTプロペラのものではなくハーツェルを採用したのは、巡航速度が5～9km/h速くなるからであった。

## 派生機

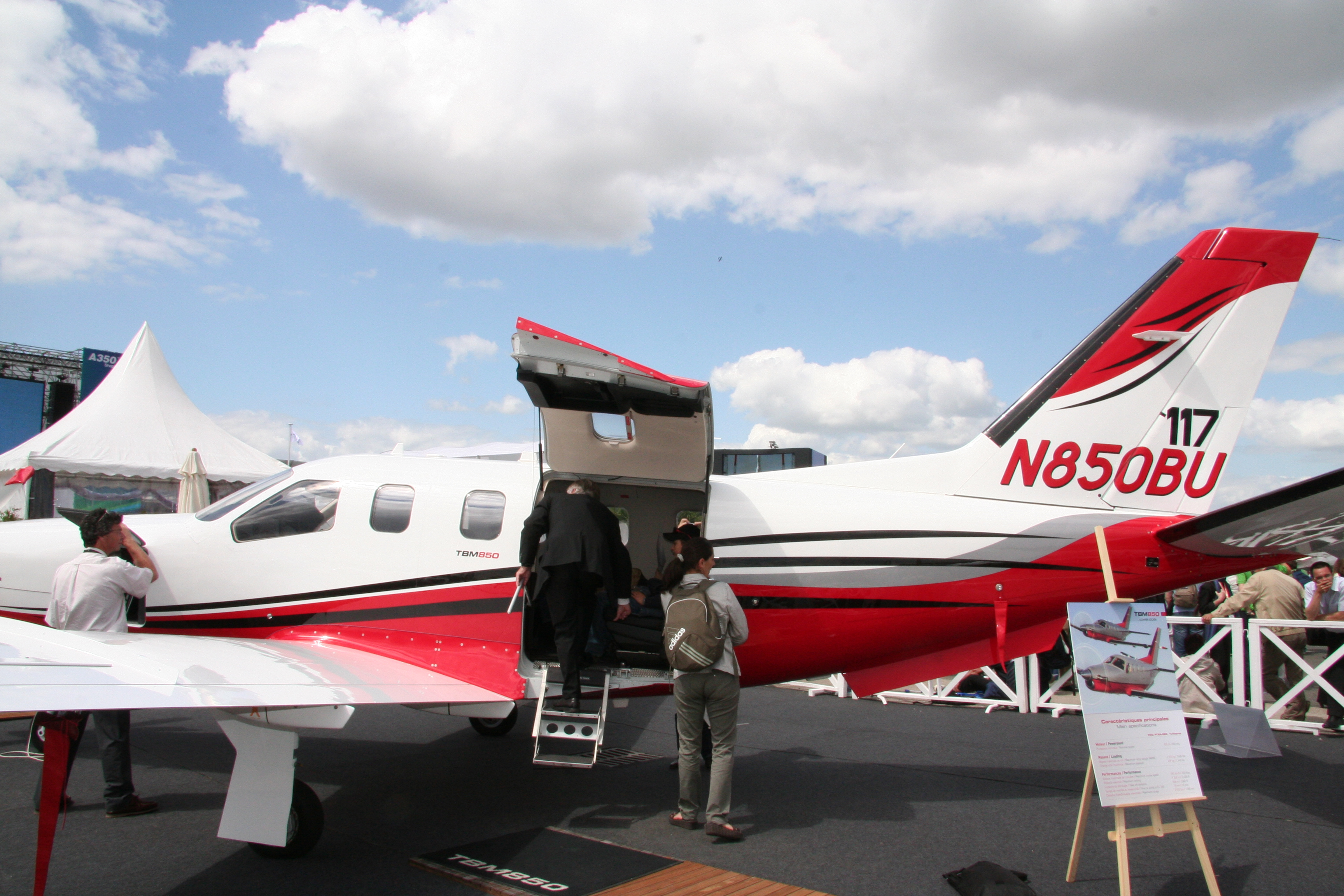
TBM 850の後部ドア

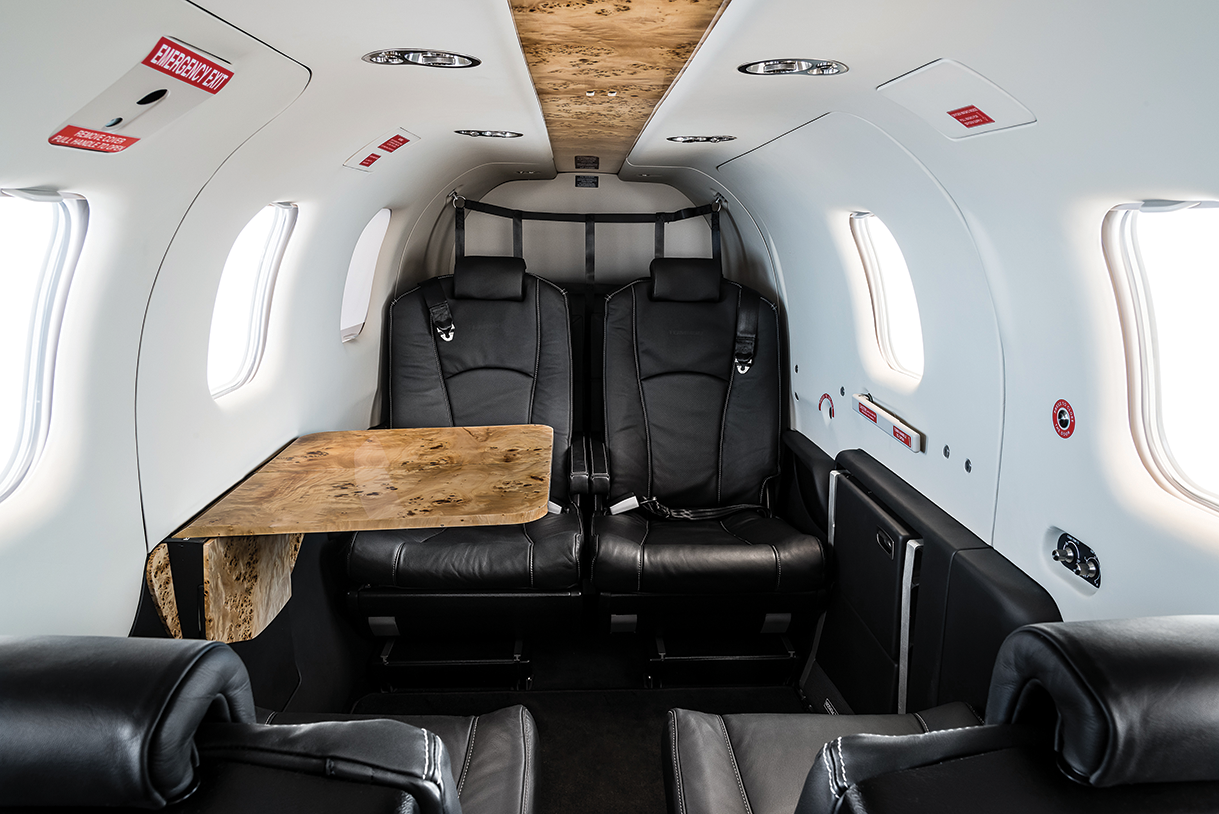
6座席仕様のTBM 850。シートは皮仕様

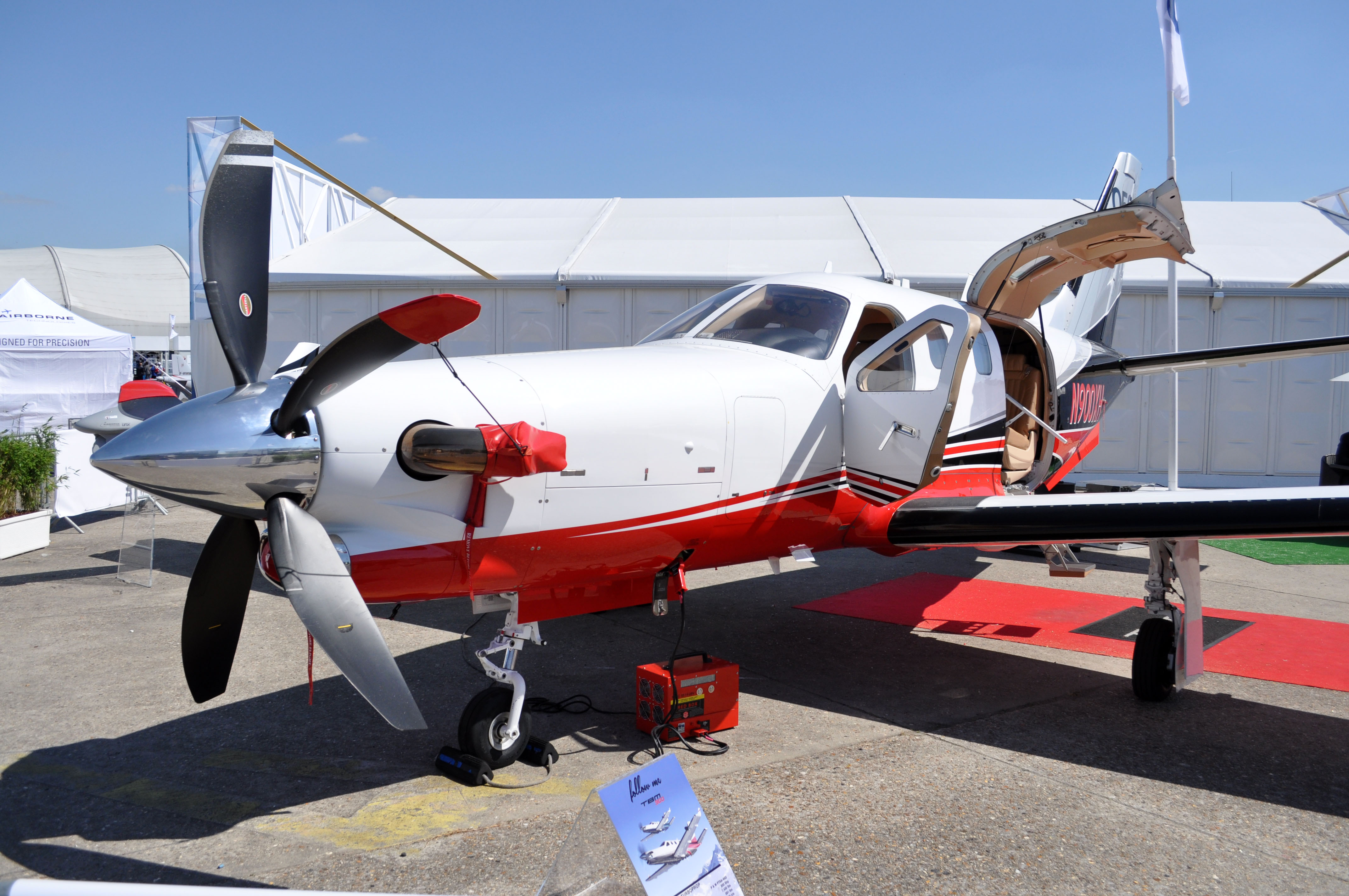
5枚羽根のプロペラを持つTBM 900

TBM 700A
最初の量産モデルで、プラット＆ホイットニー製のPT6A-64ターボプロップエンジンを搭載。
TBM 700B
幅広の乗降ドアを備えた派生機で、最大無燃料重量の増加などの改良が加えられた。
TBM 700C1
与圧されない後部貨物室、構造強化、新しい空調システムなどを改良。
TBM 700C2
C1の最大離陸重量を増やしたモデル。
TBM 700N
TBM850の当初の商品名。
TBM 850
プラット＆ホイットニー製のPT6A-66Dエンジンを備えた高性能モデルで、離陸時に700馬力、飛行中に850馬力の推力を持つ。
TBM 850 G1000
G1000という統合型フライトデッキや、燃料タンクの拡大などの改良を加えたモデル。
TBM 850 Elite
TBM 850のアップデートモデルで、キャビンには前方を向いた4つの座席があり、後部の貨物室が拡張されている。
TBM 900
TBM850に空力面で多様な改良を加えたモデルで、ウィングレットや再設計された吸気系などを持つ。最大巡航速度が、高度9,449m (31,000フィート) において、時速611km (330ノット) に速められている。航続距離は、時速467km (252ノット) で飛ぶなら燃費は1時間あたり140リットルで、3,204km (1,730海里) 飛行できる。時速537km (290ノット) で飛ぶならば、2,935km (1,585海里) である。以前のモデルではオプションだったハーツェルのカーボン製5枚羽根プロペラが標準装備になった。それにより性能が向上し、キャビンの騒音が低減した。
TBM 910
2017年4月に市場投入された新モデルで、Garmin G1000 NXiというアップグレードされた電子機器を備える。
TBM 930
2016年4月に市場投入された新モデルで、タッチスクリーン式のガーミン G3000という電子機器やインテリアをアップグレードした。TBM 930は900と共に販売され、ラインナップを置き換えるものではない。

### 生産
2016年末時点で、TBMは飛行時間の合計が140万時間に達し、822機が生産された。
- TBM 700：1990～2005年に324機
- TBM 850：2006～2013年に338機
- TBM 900：2014年からで106機

## 運用者

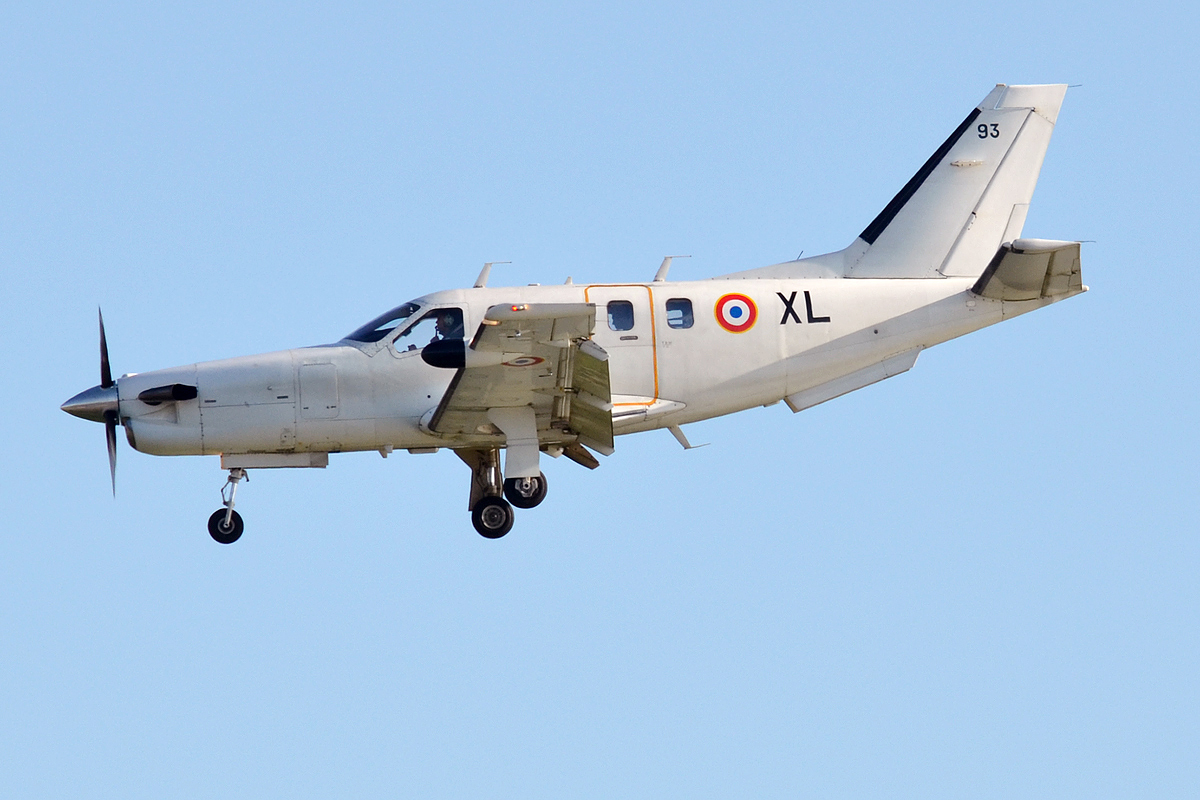
フランス空軍のTBM 700。翼の後部に小さなドアがある。

TBMは、エアタクシーやチャーター便などの法人ユーザーの他、個人のプライベート機としても使用されている。

### 軍用
フランス
- 空軍：2024年時点で、15機のTBM-700を保有している[23]。
- 陸軍軽航空集団：2023年時点で、5機のTBM-700、3機のTBM-700Bを保有している[24]。

## 事故
- 2011年12月20日、TBM 700 (機体記号 N731CA) が、ニュージャージー州のテターボロ空港を離陸した14分後に、モリス郡の州間高速道路287号線に墜落した。この機は、ジョージア州アトランタ近郊のディカルブ・ピーチツリー空港（英語版）へ向かっていた。搭乗していた5人全員が死亡した[25]。パイロットが氷結を報告した後、機体は空中分解し、右翼と水平安定板（英語版）や昇降舵、方向舵を含む尾部は、機体から400mほど離れた場所に落下していた[26]。
- 2014年9月5日、TBM 900 (機体記号 N900KN) は、アメリカ東部のサウスカロライナ州で、パイロットの意識が明らかに無い状態で飛んでいるのが発見された。この機を追跡するためにスクランブル発進した戦闘機のパイロットは、窓が霜で覆われているのを確認した。その後、ジャマイカのポートランド教区の14マイル北東の海上に墜落した[27][28]。
- 2017年8月14日、TBM 700 (機体記号 N702AV) が、八尾空港から福島空港へ向かう最中に、奈良県山添村に墜落し、搭乗していた2名が死亡した[29]。

## スペック (TBM 900)
TBMのデータによる。
概要
- 乗組員：パイロット1～2人
- 乗客数：パイロットを含めて4～6人

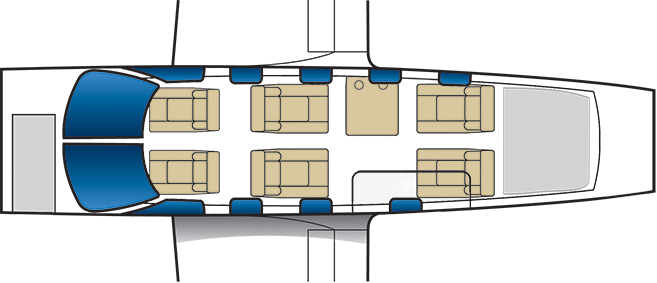
TBM 850のインテリア例 (6座席仕様)

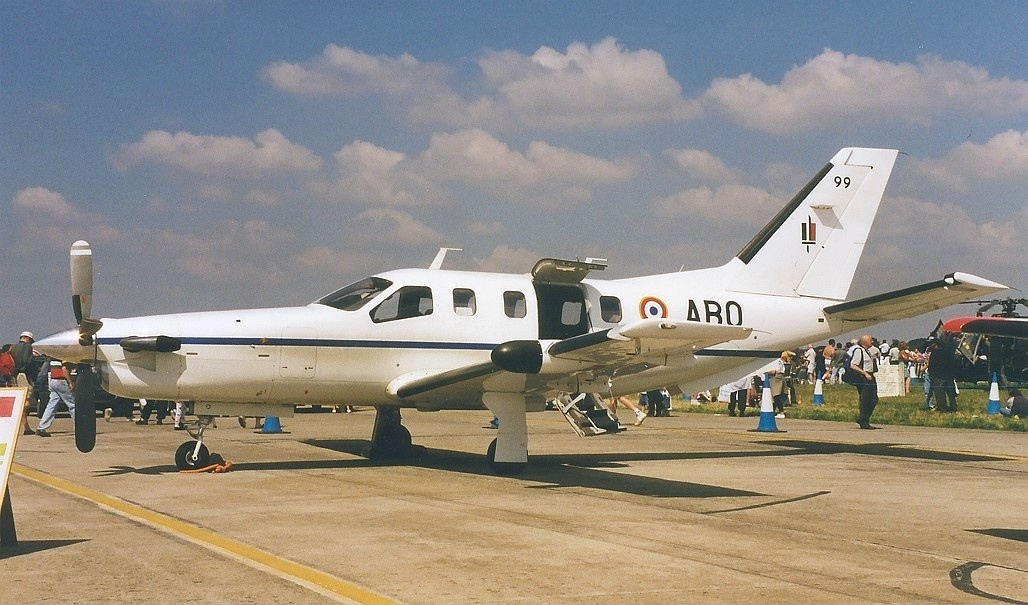
展示されるTBM 700

- 全長：10.736 m (35.22 ft)
- 全幅：12.833 m (42.1 ft)
- 全高：4.355 m (14.29 ft)
- 翼面積：18m2 (193.75 ft2)[31]
- 空虚重量：2,097 kg (4,629 lb)
- 積載量：最大636 kg (1,403 lb)
- 最大離陸重量：3,353 kg (7,394 lb)
- 搭載燃料：1,100 l (291 gal)
- エンジン：プラット＆ホイットニー・カナダ製 PT6A-66D ターボプロップ（850馬力 (634 kW))

性能
- 最大速度：611 km/h (330 kt)-高度8,534m (28,000 ft)にて
- 巡航速度：467 km/h (262 kn)-高度9,450m (31,000 ft) の長距離巡航にて
- 航続距離：3,304 km (1,730海里)-高度9,450m (31,000 ft) の長距離巡航にて
- 実用上昇限度：9,450 m (31,000 ft)
- 実用上昇限度までの所要時間：18分45秒

### 競合機
- アエロ Ae 270 Ibis（英語版）
- エピック LT Dynasty（英語版）
- ケストレル K-350（英語版）
- ピラタス PC-12（英語版）
- パイパー PA-46